# پیتر رایت (شناگر)
پیتر رایت (به انگلیسی: Peter Wright) (زادهٔ ۳ دسامبر ۱۹۷۲) شناگر اهل ایالات متحده آمریکا است.